# Plenari de Parlamentaris del País Valencià
El Plenari de Parlamentaris del País Valencià va ser l'òrgan format i constituït pels 41 diputats al Congrés dels Diputats i  senadors elegits a les les primeres eleccions celebrades el 1977 després de la dictadura franquista a les províncies d'Alacant, Castelló i València per dotar d'autonomia política al País Valencià.

## Inicis
El Plenari es va reunir per primera vegada el 6 d'agost de 1977 a València, presidit pel socialista Joaquín Ruiz Mendoza, reunió a la qual van acudir els 29 diputats i 12 senadors elegits dos mesos abans i que representaven al Partit Socialista Obrer Espanyol (13 diputats i 7 senadors), Unió de Centre Democràtic (11 diputats i 5 senadors), el Partit Comunista d'Espanya (2 diputats), el Partido Socialista Popular (1 diputat), la Candidatura Independent de Centre (1 diputat) i Aliança Popular (1 diputat). En aquesta primera reunió es va acordar l'elaboració d'un Estatut d'autonomia en el marc d'una nova Constitució espanyola en la qual no se sabia ni tan sols si seria abordada, així com la consecució d'un règim pre-autonòmic provisional mentre el procés legal culminés. També es va acordar la denominació, Plenari de Parlamentaris del País Valencià, al contrari que en altres comunitats autònomes on es va denominar Assemblea de Parlamentaris. El terme «País Valencià» va ser l'emprat i acceptat per tots.
A la mateixa reunió a València, el Plenari va acordar convocar una manifestació de suport a la reivindicació de l'Estatut d'Autonomia, el 9 d'octubre, a la ciutat de València, vinculant el procés amb la data històrica. Més de mig milió de persones van acudir a la manifestació.
Després de la primera reunió a l'agost a València, es van celebrar tres a Castelló, Alacant i Oriola abans d'acabar 1977. La d'Alacant va conformar el primer grup de parlamentaris que va iniciar les converses amb el Govern per a l'establiment d'un règim preautonòmic; la reunió d'Oriola va aprovar el contingut d'aquest règim pre-autonòmic. En 1978 hi va haver dues reunions clau, les celebrades al febrer a Sogorb i Peníscola, on s'instava al govern d'Espanya a l'aprovació de la normativa preautonòmica.
L'1 de març de 1978 el Plenari va arribar a un acord amb el govern central pel qual s'establiria un règim pre-autonòmic. Deu dies després ho acordava el Consell de Ministres i sis dies més tard es publicaven dues normes bàsiques, un Reial decret llei i un Reial Decret de desenvolupament.
En 1978, a Morella es va iniciar el procés autonòmic que culminaria en l'Estatut d'Autonomia de la Comunitat Valenciana. El President de la Generalitat Valenciana, Josep Lluís Albinyana i Olmos, va convocar reunió del Consell del País Valencià per al 29 de desembre de 1978, que va ser impedida per una forta nevada, i es va celebrar per fi el 9 de gener de 1979. En aquella freda sala gòtica del segle xv del Consell de la ciutat de Morella, es va acordar, a proposta del president Albinyana, i per unanimitat dels partits PSOE, UCD, PCE, PSP i AP, l'inici del procés autonòmic, del llavors denominat oficialment «País Valencià», d'acord amb l'article 151 de la Constitució Espanyola, per tal d'aconseguir la més perfecta institucionalització del País Valencià, com l'obtenció de les màximes competències possibles d'autogovern.